# Trädgårdslöpare
Trädgårdslöpare (Carabus hortensis) är en skalbagge i familjen jordlöpare (Carabidae). 

## Kännetecken
Längd 23–28 mm. Liknar parklöparen.

## Utbredning
Ganska vanlig i hela Sverige. Finns i större delen av Europa och i mellanöstern.

## Levnadssätt
Trädgårdslöparen är ett nattaktivt rovdjur som springer ifatt sina byten, som till exempel andra insekter, insektslarver, sniglar och maskar. Även larven är ett rovdjur. På dagtid kan man hitta dem under stenar, bark eller liknande.